# Karl-Christian Kohn
Karl-Christian Kohn (* 21. Mai 1928 in Losheim am See, Saarland; † 20. Januar 2006 in München) war ein deutscher Opernsänger (Bass).

## Leben
Nach seiner Ausbildung an der Musikhochschule Saarbrücken von 1949 bis 1952 debütierte Kohn 1952 am Stadttheater Saarbrücken (heute Saarländisches Staatstheater) und hatte danach Engagements an der Oper Düsseldorf und in Berlin. 1958 wurde er Ensemblemitglied der Bayerischen Staatsoper in München. Er galt als eine Säule des Ensembles und trat in über 2.500 Vorstellungen auf. Von der Bayerischen Staatsoper wurde er mit dem Titel eines Kammersängers geehrt.
Nach dem Ende seiner Bühnenlaufbahn 1991 war er bis 1998 als Professor für Gesang am Mozarteum in Salzburg tätig.
Er starb im Alter von 77 Jahren an den Folgen einer Verletzung.

## Bühnenrollen
Als seine Paraderolle galt der Figaro in Mozarts Hochzeit des Figaro, den er über 400 Mal in ganz Europa sang, u. a. 1958 zur festlichen Wiedereröffnung des Cuvilliés-Theaters in München. Als Gast sang er unter anderem an der Wiener Staatsoper, der Hamburgischen Staatsoper und der Deutschen Oper Berlin. Ferner gastierte er im europäischen Ausland, so z. B. an der Pariser Oper, dem Gran Teatre del Liceu in Barcelona, wo er den Spanischen Kritikerpreis erhielt, in Brüssel oder Edinburgh.
In vielen großen Bass-Rollen war er in München erfolgreich; unter anderem sang er dort Sarastro in Mozarts Zauberflöte, Leporello und Komtur in Mozarts Don Giovanni, Rocco in Beethovens Fidelio, Philipp II. in Verdis Don Carlos, Hunding in Wagners Walküre, Escamillo in Bizets Carmen, Ochs in Richard Strauss’ Rosenkavalier und Graf Waldner in Strauss’ Arabella. In einer Schallplattenaufnahme aus dem Jahr 1958 sang er an der Seite von Gottlob Frick den Großinquisitor in Verdis Don Carlos. Die Einspielung gilt, obwohl in Deutsch gesungen, als Referenzaufnahme.
Kohn sang auch in zeitgenössischen Opern, u. a. in der Uraufführung von Werner Egks Die Verlobung von San Domingo.

## Konzertrepertoire
Kohn war auch als Konzertsänger tätig. Unter anderem war er ständiger Gast bei den Konzerten des Münchener Bach-Chors unter der Leitung von Karl Richter, der zu seiner Zeit als führender Bach-Interpret in der Bundesrepublik Deutschland galt. Bei den damals beliebten Münchener Sonntagskonzerten war Kohn regelmäßig Gast.

## Tonträger
Einige von Kohns Opernrollen sind auf Tonträgern dokumentiert, darunter Leporello in Mozarts Don Giovanni (bei DG), Kaspar in Webers Freischütz (bei EMI), Tolomeo in Händels Julius Caesar (bei Melodram), Ariodate in Händels Xerxes (bei Orfeo), Kalender in Glucks Die Pilger von Mekka (beim Hamburger Archiv), Kühleborn in Hoffmanns Undine (bei Memories), Wagner in Busonis Doktor Faust (bei DG), Herr Schwarz in Egks Verlobung in San Domingo (bei Orfeo), Goldhändler in Hindemiths Cardillac (bei DG), Doktor in der ersten Studio-Gesamtaufnahme von Alban Bergs Wozzeck (Leitung: Karl Böhm) (bei DG), Priester in Orffs Oedipus der Tyrann (bei DG). Auch mehrere seiner Konzertpartien wurden auf Schallplatten veröffentlicht, neben Aufnahmen der Oratorien Bachs u. a. die Basspartien in Haydns Paukenmesse und Mozarts Requiem.
- CD-Edition KARL CHRISTIAN KOHN – 3 Boxen mit 8 CDs. Hamburger Archiv für Gesangskunst
- Werner Egk: Die Verlobung in San Domingo, mit Fritz Wunderlich, Margarethe Bence, Richard Holm, Karl-Christian Kohn; Dirigent: Werner Egk, Bayerisches Staatsorchester, Orfeo, Live-Aufnahme der Uraufführung 1963